# خدای جنگ: معراج
خدای جنگ: معراج (به انگلیسی: God of War: Ascension) بازی ویدئویی اکشن-ماجراجویی و هک اند اسلش است که استودیو سانتا مونیکا آن را توسعه داد و سونی کامپیوتر انترتینمنت آن را منتشر کرد. این بازی در ۱۲ مارس ۲۰۱۳ برای کنسول بازی پلی‌استیشن ۳ منتشر شد. این بازی هفتمین بازی سری خدای جنگ است و در خط زمانی داستان در جایگاه نخست قرار دارد و پیش‌درآمدی برای کل سری است. این بازی که کمابیش از اسطوره‌شناسی یونانی اقتباس شده است، در جهان یونان باستان قرار دارد و بن‌مایه داستان آن انتقام است. بازیکن کنترل شخصیت اصلی، کریتوس، خدمتگزار پیشین خدای جنگ آرس که او را به قتل دختر و همسر خود فریب داد، در دست می‌گیرد. در نتیجه این تراژدی، کریتوس سوگند خود برای خدمت به خدای جنگ، آرس را می‌شکند؛ بنابراین، کریتوس توسط سه فیوری زندانی و شکنجه می‌شود. با کمک هورکوس، کریتوس از زندان فرار می‌کند و به قصد شکستن سوگند خود با آرس با فیوری‌ها می‌جنگد.
گیم‌پلی بازی مشابه نسخه‌های پیشین است که با اسلحه اصلی بازی، «تیغه‌های آشوب» و دیگر اسلحه‌ها که با مکانیک‌های بازی باز می‌شوند برروی مبارزات کمبو متمرکز است. در گیم‌پلی بازی همچنان رویدادهای فوری وجود دارند که یک سیستم بی‌درنگ و با شکل آزاد را معرفی می‌کند. چهار حملهٔ جادویی و یک قابلیت افزایش‌دهنده قدرت می‌توانند به عنوان روش‌های جایگزین مبارزه انتخاب شوند. این بازی عنصرهای معما و سکوبازی را نیز در خود دارد. معراج تنها نسخه در مجموعه است که قابلیت چندنفره بازی کردن دارد و فقط آنلاین است و حالت‌هایی مانند بازی گروهی و بازیکن در برابر بازیکن نیز دارد. این بازی یک سیستم مبارزه از نو ساخته‌شده، مکانیک‌های جدید گیم‌پلی و محتوای قابل دانلود اضافی دارد. از اکتبر ۲۰۱۲ تا مارس ۲۰۱۳، یک بازی شبکه‌ای اجتماعی به عنوان یک رمان گرافیکی به نام طلوع جنگجو که داستان پیش‌درآمد حالت تک‌نفره و چندنفره بازی بود، در دسترس قرار گرفت. معراج همچنین آخرین بازی در سری خدای جنگ بود که داستان آن بر پایهٔ اساطیر یونانی بود، زیرا همراه با عرضهٔ خدای جنگ (۲۰۱۸)، پیش‌فرض داستان به اسطوره‌شناسی اسکاندیناوی تغییر کرد.
خدای جنگ: معراج به‌طور کلی از سوی منتقدان نقدهای مثبتی دریافت کرد که گیم‌پلی بنیادی و نمای کلی بازی را برای وفاداری به سری ستودند اما داستان آن نسبت به نسخه‌های پیشین خدای جنگ، کمتر جذاب و گیرا بود. حالت چندنفره در بازی بازخوردهای مختلفی دریافت کرد. با وجود این که منتقدان ترکیب عنصر گیم‌پلی با حالت چندنفره را تحسین کردند، از ژرفا و ثبات نبردها در حالت چندنفره انتقادهایی شد. معراج نسبت به نسخه‌های پیشین خود کمتر فروخت و جایزه‌ای کسب نکرد، اما نامزد چندین جایزه شد؛ مانند «دستاورد برجسته در نویسندگی بازی ویدئویی»‏ از انجمن نویسندگان آمریکا و «دستاورد برجسته در طراحی صدا»‏ از فرهنگستان هنر و علوم تعاملی.
از دیدگاه خط زمانی داستان سری، خدای جنگ: معراج در جایگاه نخست و نسخه‌های زنجیرهای المپ، خدای جنگ، روح اسپارت، خیانت، خدای جنگ ۲، خدای جنگ ۳ و پس از آن‌ها خدای جنگ سال ۲۰۱۸ به ترتیب در داستان جای می‌گیرند.

## گیم‌پلی
هر دو حالت تک‌نفره و چندنفره در خدای جنگ: معراج، دید سوم شخص و نمای ثابت دارند. گاهی در برخی صحنه‌ها در حالت تک‌نفره و داستان بازی، نمای بازی اول شخص می‌شود. در حالت تک‌نفره، بازیکن شخصیت کریتوس را با عنصرهای مبارزه‌های کمبو، سکوبازی و معما کنترل می‌کند. دشمنان بازی، از موجودات اساطیر یونانی الهام گرفته‌اند؛ مانند سیکلوپ‌ها، سربروس‌ها، سیرن‌ها، امپوساها، گورگون‌ها، ساتیرها، هارپی‌ها و سانتورها. دیگر هیولاها به‌طور ویژه برای این بازی ساخته شده‌اند، مانند جنگجویان، اشباح و مردخوارها. بسیاری از هیولاها در حالت چندنفره نیز حضور دارند. عنصرهای سکوبازی بازیکن را مجبور به بالا رفتن از دیوارها، پرش از شکاف‌ها و لیز خوردن از روی دیوارها می‌کند. بازی معماهای ساده یا پیچیدهٔ گوناگونی دارد.

### مبارزه
اسلحهٔ اصلی کریتوس، «تیغ‌های آشوب»‏، ترکیبی از یک جفت تیغ و زنجیر است که دور کمر و ساعد او پیچیده شده است. در گیم‌پلی بازی تیغ‌ها می‌توانند به شکل تهاجمی در جهت‌های مختلف چرخانده شوند. یک مکانیک جدید که در این نسخه افزوده شده است به بازیکن اجازه می‌دهد از اسلحه‌های گوناگون در جهان بازی برای مدت زمان محدودی استفاده کند. پنج اسلحه در بازی می‌توانند به‌طور تصادفی انتخاب شوند: شمشیر، گرز، نیزه، زنجیر و سپر. البته در هر لحظه از بازی، کریتوس تنها مجاز به نگه داشتن یک اسلحه است. به عنوان بخش جدیدی از سیستم مبارزه، هرگاه که اسلحه‌ای انتخاب نشده باشد، کریتوس می‌تواند با دست خالی با دشمنان بجنگد. یک مکانیک جدید بازی این است که کریتوس می‌تواند با یک دست دشمنان را نگه دارد؛ برای نمونه با استفاده از یکی از تیغ‌هایش می‌تواند یک دشمن را نگه دارد و با یک تیغ دیگر به دشمنان حمله کند و می‌تواند دشمن نگه داشته شده را نیز پرت کند.
چهار حملهٔ جادویی نیز می‌توانند انتخاب شوند: آتشِ آرس، یخِ پوزئیدون، رعدِ زئوس و روحِ هادس و با توجه به جادوی انتخاب شده، تیغه‌های آشوب بر پایهٔ آن تقویت می‌شود. برای نمونه، روح هادس تیغه‌های آشوب را به رنگ بنفش درمی‌آورد که می‌تواند از دنیای مردگان، روح‌هایی برای حمله به دشمنان احضار کند. یخ پوزئیدون نیز به کریتوس توانایی نفس کشیدن زیر آب می‌دهد که در جاهایی از بازی مورد نیاز است. ابرتوانایی خشم کریتوس که به عنوان «خشم خدایان» شناخته می‌شود، در نسخه‌های پیشین حضور داشت اما در این بازی، هاد آن با حمله به دشمنان پر می‌شود و زمانی که هاد پر شد، ابرتوانایی به‌طورِ خودکار فعال می‌شود. تا زمانی که به کریتوس حمله می‌شود یا برای مدت زمانی که کریتوس به کسی حمله نمی‌کند این ابرتوانایی فعال می‌ماند و پس از آن دوباره باید پر شود. ابرتوانایی خشم همچنین می‌تواند تحت تأثیر جادوی انتخاب‌شده قرار بگیرد، مانند «خشم زئوس» که بر پایهٔ آذرخش است.
سه سنگ طلسم به نام‌های سنگ اوربوروس‏، سنگ سوگند اورکوس‏ و چشمان حقیقت‏ برای ادامهٔ روند بازی مورد نیازند. سنگ اوربوروس به کریتوس اجازه می‌دهد که زمان را دستکاری کند و این سنگ برای ساختن دوباره راه‌های خراب شده و استفاده در معماها مورد نیاز است. این سنگ طلسم نیز می‌تواند برای مدت کوتاهی زمان را کندتر کند تا از سرعت دشمنان کاسته شود. سنگ سوگند اورکس به کریتوس اجازه می‌دهد از خود همسان‌های سایه‌ای ایجاد کند، که می‌توانند در حل کردن معماها و جنگیدن با دشمنان کمک کنند. چشمان حقیقت توهم‌های ساخته شده توسط فیوری‌ها را از بین می‌برد و می‌تواند دشمنان را برای مدتی نابینا کند. علاوه بر مکانیکِ رویداد فوری (QTE) که در بازی‌های نیز پیشین بود، یک سیستم جدید بی‌درنگ و با شکل آزاد به بازی افزوده شده است که با توجه به حرکات دشمن، به بازیکن اجازه می‌دهد چه زمانی حمله کند یا جاخالی بدهد. زمانی که دشمن‌های خاصی مانند سیکلوپ ضعیف می‌شوند، کریتوس می‌تواند بر پشت آن‌ها بپرد و با استفاده از آن‌ها، برای مدت کوتاهی دشمنان دیگر را نابود کند.
دیگر ویژگی‌ها، شامل ده شیء مخفی‌شده در جهان بازی است که هنگام بازی کردن در حالت نیو گیم پلاس، قابلیت‌هایی مانند جادوی بی‌پایان به بازیکن می‌دهند. در این حالت، کریتوس می‌تواند لباسش را عوض کند، اما دیگر نمی‌توان تروفی‌ها را به دست آورد. یک ویژگی جدید که در این نسخه افزوده شده «انتخاب بخش»‏ است که به بازیکن اجازه انتخاب سطح‌های به پایان رسیده را می‌دهد. برخلاف نسخه‌های پیشین که در آن پس از به پایان رساندن بازی، ویدیوهای پشت‌صحنه باز می‌شد، در این نسخه از صفحه اصلی می‌توان ویدیوها را تماشا کرد.

### حالت چندنفره

بخشی از نقشه بیابان روح‌های گم‌شده در حالت چندنفره: بازیکنان (سمت راست) با یکدیگر در کنار تیتان‌ها، سیکلوپ‌ها و پولیفموس در پیش‌زمینه می‌جنگند. اگر بازیکنان به پولیفموس نزدیک شوند به آن‌ها حمله خواهد کرد.

خدای جنگ: معراج تنها نسخهٔ سری است که حالت چندنفره دارد و فقط می‌توان آن را آنلاین بازی کرد. حداکثر ۸ بازیکن می‌توانند در یک بازی شرکت کنند. پیش از ورود به نبردهای حالت چندنفره، هر بازیکن به یک جنگجو مانند کریتوس که سوگند خود را شکسته معرفی می‌شود. پس از اینکه بازیکن کنترل جنگجو را در دست می‌گیرد، باید یکی از چهار خدای آرس، هادس، زئوس یا پوزئیدون را انتخاب کند. هدف اصلی بازیکنان این است که کنترل نقشه را به دست بگیرند تا از خدایان پاداش دریافت کنند. هر کدام از خدایان نحوهٔ گیم‌پلی و مکانیک‌های مبارزهٔ خود را دارد. نحوهٔ حملهٔ خدایی که بازیکن انتخاب کرده است برای راه مبارز خود حیاتی است. بازیکنانی که با آرس متحد می‌شوند نیروی بی‌رحمانه‌ای دارند و در نبردهای نزدیک قوی هستند. بازیکنانی که با زئوس متحد می‌شوند جادوگران ماهری هستند که بر کنترل فضا تمرکز می‌کنند. بازیکنانی که با پوزئیدون متحد می‌شوند بازیکنان پشتیبان هستند که بر همکاری و سود تیم تمرکز دارند. بازیکنانی که با هادس متحد می‌شوند همه‌کاره هستند و برخلاف سه تای دیگر، مکانیک‌های ویژه‌ای مانند جان‌دزدی، مخفی‌کاری و نفرین دارند. بازیکنان می‌توانند در کل چهار جنگجو که نشان‌دهندهٔ چهار خدا هستند ایجاد نمایند.
بازیکنان می‌توانند قابلیت‌های جادویی ویژه‌ای، زره نو و ارتقاء یافته، اسلحه‌ها، طلسم‌ها و گنج‌هایی را به دست آورند و با گرفتن اکس‌پی می‌توانند جنگجوی خود را ارتقاء دهند. بازیکنان همچنین می‌توانند در حالت «کار کردن» شرکت کنند که چالش‌هایی از سوی خدایان هستند و زره و اسلحه جایزه می‌دهد. در طول بازی‌های چندنفره، بازیکنان سودها و ضررهای گوناگونی دریافت می‌کنند. همچنین یک سیستم دستوری رنگ وجود دارد که هر زمانی که یک بازیکن رنگ خاصی را دارد، آن رنگ ویژگی‌های خود مانند آسیب‌پذیری یا آسیب‌ناپذیری را می‌دهد. در ۱۰ ژوئن ۲۰۱۳ یک پچ منتشر شد که ویژگی‌ای به نام «معراج» افزود. این حالت به بازیکنان اجازه می‌دهد هنگامی که به لِوِل ۴۰ رسیدند، خدای متحد خود را تغییر دهند و پول درون بازی برای زره و اسلحه‌های «خداگونه» را به دست آورند که از جمله «باارزش‌ترین و قوی‌ترین آیتم‌های بازی هستند.» نخستین بار که بازیکنان از قابلیت معراج استفاده کنند به عنوان قهرمان و بار دوم به عنوان نیم‌خدا شناخته می‌شوند و پس از آن عنوان‌ها را نگه می‌دارند.
پنج حالت در بخش چندنفره وجود دارد: خدمت تیمی به خدایان،‏ مچ قهرمانان،‏ محاکمات خدایان،‏ تسخیر پرچم و کشمکش افتخار.‏ هر مچ بازیکنان تصادفی را انتخاب می‌کند تا در تیم اسپارتی‌ها یا تروآیی‌ها با یکدیگر مبارزه کنند. «امضای اصل کاری» حالت چندنفره، خدمت تیمی به خدایان است که در آن دو تیم ۲ تا ۴ نفری تلاش می‌کنند با به دست آوردن مقدار مشخصی امتیاز برنده شوند. این امتیازها که «خدمت» نامیده می‌شوند، با کشتن یا دیگر راه‌ها به دست می‌آید. هنگامی که بازیکنان حالت تهاجمی ندارند، می‌توانند با گرفتن محراب‌ها، جمع‌آوری گوی‌های قرمز از جعبه‌ها و گذاشتن تله برای دشمن به تیمشان کمک کنند. مچ قهرمانان، هدفی مشابه خدمت تیمی به خدایان دارد اما بازیکنان در تیم‌های ۴ تا ۸ نفره در حالت دث‌مچ حضور دارند. محاکمات خدایان یک حالت گروهی دو نفرهٔ زمان‌دار است که در آن دو بازیکن با پنج موج از مخلوقات اساطیری و یک غول روبرو می‌شوند. یک نسخه تک‌نفره از این حالت نیز موجود است. در تسخیر پرچم، دو تیم از چهار بازیکن با یک دیگر می‌جنگند و به پایگاه همدیگر می‌روند تا پرچمشان را بگیرند و تا هنگامی که شمار مشخصی از پرچم‌ها به دست آورده باشد، بازی ادامه میابد. کشمکش افتخار که در ۱۱ ژوئیه ۲۰۱۳ با یک به‌روزرسانی افزوده شد، مهارت بازیکنان را در هفت نبرد تک به تک می‌سنجد.
به جز دو نقشه، دیگر نقشه‌های حالت چندنفره بر پایهٔ مکان‌های فرنچایز خدای جنگ هستند که هشت‌تایشان از مکان‌هایی است که در خدای جنگ: معراج بازیکن با آن روبرو می‌شد. از جمله نقشه‌هایی که در سری خدای جنگ پیش‌تر دیده شده بودند، می‌توان از بیابان روح‌های گمشده در خدای جنگ، باتلاق فراموش‌شده‌ها‏ در خدای جنگ ۲، هزارتوی دایدالوس،‏ انجمن هرکول‏ و اتاق آتش‏ در خدای جنگ ۳ نام برد. دو نقشه اصلی خود بازی کولوسئوم ایرانی‏ و دیوارهای تروآ‏ (که در آن، اسب تروآ در نقشه قرار دارد) هستند. هر نقشه‌ای شامل مزیت‌های افزایش‌دهنده ویژه‌ای است که توسط خدایان برای امتیاز گرفتن داده می‌شود، مانند چکمه‌های هرمیس برای شتاب و حمله‌های سرعتی. نقشه‌ها همچنین اشیای محیطی دارند که می‌توان از آن‌ها برای گرفتن امتیاز کمک گرفت، برای نمونه در نقشهٔ بیابان روح‌های گم‌شده، سیکلوپ پولیفموس می‌تواند به بازیکنان حمله کند و کشتن او به دست نیزه المپ برای آن تیم سودهایی خواهد داشت.

## خلاصه داستان

### پیش‌زمینه
از دیدگاه خط زمانی داستان سری، خدای جنگ: معراج در جایگاه نخست و نسخه‌های زنجیرهای المپ، خدای جنگ، خدای جنگ: روح اسپارت، خیانت، خدای جنگ ۲، خدای جنگ ۳ و پس از آن‌ها خدای جنگ سال ۲۰۱۸ و خدای جنگ: رگناروک به ترتیب در داستان جای می‌گیرند.
مانند نسخه‌های پیشین خدای جنگ، خدای جنگ: معراج در یک نسخه جایگزین از یونان باستان قرار دارد و خدایان المپی، تیتان‌ها و دیگر موجودات در اساطیر یونانی در آن زندگی می‌کنند. رویدادهای بازی شش ماه پس از آنکه کریتوس خانواده خود را کشت و ده سال پیش از خدای جنگ (۲۰۰۵) رخ می‌دهند. بازی بعدی از لحاظ خط زمانی داستان، خدای جنگ: زنجیرهای المپ (۲۰۰۸) است، که جایی میان خدای جنگ: معراج و خدای جنگ (۲۰۰۵) رخ می‌دهد. داستان بازی در طی چهار هفته رخ می‌دهد؛ که میان زمان حال (چهار هفته) و زمان گذشته (سه هفته پیش از آغاز بازی) جابجا می‌شود و بازیکن در هر دو کریتوس را کنترل می‌کند. چندین مکان، مانند زندان نفرین‌شده‌ها و چندین مکان در جهان واقعی مانند روستای کیرا، دلفی و جزیره دلوس در بازی قرار دارند.
زندان نفرین‌شده‌ها، زندان بزرگ فیوری‌ها برای تمامی سوگندشکنان است. کیرا یک روستای رهاشده است که پس از خرابی چرخ آبی و آبراه آن، ذخیرهٔ آب خود را از دست داده است. به جز هیولاها، دیگر موجودات زنده در بندر حضور دارند. دلفی در کوهستان‌های برفی شمال کیرا قرار دارد و برج دلفی در آنجا واقع شده است. پس از فعال کردن سه اژدهای بزرگ مکانیکی، برج به معبد دلفی راه پیدا می‌کند. دلوس یک پیکرهٔ تیتان‌شکل از آپولون دارد که توسط ارشمیدس به افتخار او ساخته شده است.

### شخصیت‌ها
شخصیت اصلی بازی، کریتوس (صداگذاری‌شده توسط ترنس سی کارسون)، یک جنگجوی اسپارتی است که پس از فریب خوردن و کشتن خانواده خود، سوگندش به آرس را شکاند. ضدقهرمان‌های اصلی بازی سه فیوری هستند که توسط نیکا فاترمن، دبی می وست و جنیفر هیل صداگذاری شده‌اند. فیوری‌ها نگهبانان شرف و نجابت و بلای جان خیانت‌کاران و گناه‌کاران هستند. آن‌ها از زمان جنگ میان ایزدان نخستین یونان که جهان را تشکیل دادند، حضور داشتند. دیگر شخصیت‌ها عبارتند از: هورکوس (تروی بیکر)، پسر آرس و آلکتو، که از سوی خدایان به دلیل نبودن جنگجوی مورد انتظار طرد شده است، پیتیا (آدرین باربو)، پیشگوی دلفی با بینش پیامبری، پیشگویان فاسد دلفی؛ کاستور (دیوید و. کالینز) و پولکوس (برد گروسنیک) و هکاتونکایر (رابین اتکین داونز). همسر کریتوس، لیساندرا (جنیفر هیل) و دختر او کالیوپه در قالب یک توهم ایجادشده توسط آلکتو در داستان حضور دارند و پادشاه اسپارت (کریسپین فریمن) و پیشگوی روستا (سوزان بلیکسلی) نیز در قالب یک توهم ایجادشده توسط تیسیفون نیز حضور دارند.
در حالت چندنفرهٔ بازی، پادشاه خدایان المپ زئوس (کوری بورتون)، خدای جنگ آرس (استیون بلوم)، خدای دریا پوزئیدون (گیدیون امری) و خدای دنیای مردگان هادس (فرد تاتاسیور) در ساختمان گنبدی المپ به شکل مجسمه برای انتخاب توسط بازیکنان حضور دارند و پس از آن در طول بازی، خدای مورد انتخاب با بازیکن ارتباط برقرار خواهد کرد. شخصیت‌های کاستور و پولکوس، هرکول (کوین سوربو)، پولیفموس، استثنو و عقرب غول‌پیکر اسکورپیوس نیز در حالت چندنفره به عنوان غول آخر یا موانع محیطی حضور دارند.

### داستان
بازی با صحنه‌ای آغاز می‌شود که در آن کریتوس زندانی و به زنجیر بسته شده است و فیوری‌ها‏ برای شکست سوگندش به آرس شکنجه‌اش می‌کنند. یکی از فیوری‌ها به نام مگائرا‏ کریتوس را شکنجه می‌کند اما کریتوس فرار می‌کند. او که در طول زندان فیوری را دنبال می‌کند، می‌فهمد که خود زندان نفرین‌شده‌ها، در اصل هکاتونکایر است که به دلیل شکست سوگندش به آرس، برای مجازات تبدیل به یک زندان شده است. کریتوس که از توهمِ ساخته شده توسط یکی از فیوری‌ها به نام تیسیفون‏ جان سالم به در می‌برد، مگائرا را می‌کشد و اوروبروس را دوباره به دست می‌آورد که پس از آنکه زندانی شد، فیوری‌ها از او گرفتند.

کریتوس با مردخوار در برج دلفی می‌جنگد. اسکرین شات مکانیک جدید گرفتن را نشان می‌دهد که همزمان با مکانیک رویداد فوری استفاده می‌شود.

روایت داستان به سه هفته پیش از زندانی شدن بر می‌گردد. کریتوس در روستای کیرا با هورکوس ملاقات می‌کند و پیشگو به او می‌گوید تصوراتش، حقه‌های ذهنی فیوری‌ها است و به او پیشنهاد می‌دهد پیشگوی دلفی را پیدا کند. پس از رسیدن به معبد دلفی، او بر کاستور و پولکوس که تلاش کردند پیشگو را بکشند، غلبه می‌کند. پیش از مرگش، پیشگو به کریتوس می‌گوید که به دلوس سفر کند و چشمان حقیقت‏ را به دست آورد. کریتوس پس از آنکه، اوربوروس را از کاستور و پولکوس که اکنون مرده بودند به دست آورد، به بندر کیرا رفت و بار دیگر با اورکوس ملاقات کرد. اورکوس این موضوع را فاش می‌کند که آرس یک جنگجوی بی‌نقص برای کمک و سرنگون کردن زئوس نیاز داشت و برای همین به کریتوس در نبرد با بربرها کمک کرد تا او را تبدیل به جنگجوی بی‌نقصی کند. هورکوس که نگه‌دارندهٔ سوگندها بود، تا زمانی که آرس کریتوس را به کشتن خانواده خود فریب داد، فیوری‌ها را زیر سؤال نبرده بود. پس از دانستن این اطلاعات، کریتوس به دلوس سفر می‌کند.
یک هفته بعد، کریتوس به جزیره دلوس رسید و پیکرهٔ تخریب‌شده آپولون را گشت. سه فیوری به او حمله و او را اسیر کردند. هورکوس ظاهر شد و کریتوس را نجات داد و آن‌ها به مکانی دیگر رفتند. هورکوس به کریتوس سنگ سوگند‏ خود را داد و گفت او و آلثیا‏ تلاش کردند به زئوس دربارهٔ دسیسهٔ آرس و فیوری‌ها هشدار دهند. برای تلافی، چشمان اوراکل را که کریتوس دنبالش بود، گرفت. پس از سفری خطرناک، کریتوس از اوروبوروس برای بازسازی مجسمه و بازیابی چشم‌ها استفاده کرد. در پایان محاکمات ارشمیدس‏، کریتوس توسط فیوری‌ها غافلگیر و اسیر می‌شود و آن‌ها همهٔ وسیله‌های او را ضبط می‌کنند.
در زمان حال، تیسیفون و دائمون‏ یک توهم دیگر برای فریب کریتوس ایجاد می‌کنند که کریتوس بر آن غلبه می‌کند و سنگ سوگند اورکوس را دوباره پس می‌گیرد. او با اسکرایب هکاتونکایر‏ روبرو می‌شود که اظهار می‌دارد فیوری‌ها در اصل در انجام مجازات منصفانه رفتار می‌کردند اما به مرور زمان به دست آرس به موجودات بی‌رحمی تبدیل شدند. با ادامهٔ تعقیب فیوری‌ها، کریتوس به در اتاق آلکتو‏ می‌رسد اما به دلیل توهمی دیگر توسط ملکه فیوری آلکتو به خانه کنار همسر و دختر خود بر می‌گردد. او تلاش می‌کند کریتوس را قانع کند که اگر با آرس دوباره متحد شود می‌تواند در صلح در توهم زندگی کند اما کریتوس این پیشنهاد را رد می‌کند. آلکتو و تیسیفون که خشمگین شدند، به کریتوس حمله می‌کنند و چشمان را پس می‌گیرند و سپس آلکتو به یک هیولای دریایی غول‌پیکر تبدیل می‌شود. پس از نبردی وحشیانه، کریتوس پیش از کشتن آن‌ها از چشم‌ها استفاده می‌کند تا هردوی آن‌ها را بکشد و سپس زندان را نابود می‌کند.
کریتوس به اسپارت بر می‌گردد، جایی که با اورکوس ملاقات می‌کند. او پیروزی کریتوس بر فیوری‌ها را تحسین می‌کند اما افشا می‌کند تنها راه نجاتش از پیوند آرس، کشتن اورکوس است. او از کریتوس التماس می‌کند که به او یک مرگ شرافتمندانه بدهد تا هر دوی آن‌ها از پیوند آرس رها شوند. کریتوس در ابتدا رد کرد اما درخواست‌های اورکوس، در نهایت او را مجبور به این کار کرد. پس از آن، کریتوس نخستین کابوس از مجموعهٔ کابوس‌هایش را تجربه می‌کند و راه رستگاری خود را در خدمت به خدایان می‌بیند. کریتوس خانهٔ خود با جسد اورکوس را آتش می‌زند و از آنجا می‌رود؛ و راهش برای تبدیل شدن به قهرمان خدایان آغاز می‌شود.

## توسعه

### پیش از ای۳ ۲۰۱۲
در ژانویه ۲۰۱۰، رئیس استودیو سنتا مونیکا، به وبگاه بازی ویدئویی جویستیک گفت که «با این حال که خدای جنگ ۳ سه‌گانه خدای جنگ را به پایان رسانده است، کار این فرنچایز همچنان ادامه دارد» و گفت «ما نسبت به کنش بعدی‌مان بسیار حساس خواهیم بود.» از آوریل ۲۰۱۱ تا آوریل ۲۰۱۲ منابع بسیاری ادعا کردند که نسخه چهارم خدای جنگ در سال ۲۰۱۲ عرضه می‌شود و یک بخش آنلاین نیز خواهد داشت. در ۱۲ آوریل ۲۰۱۲، سونی یک عکس تیزر در صفحه فیس‌بوک رسمی پلی‌استیشن منتشر کرد و در ۱۹ آوریل بازی معرفی شد اما آمازون یک روز پیش از آن، معرفی را لو داده بود. این تریلر، تاد پاپی، طراح خدای جنگ و خدای جنگ ۲ و طراح ارشد خدای جنگ ۳ را به عنوان توسعه‌دهنده بازی معرفی کرد. دیوید جفی تأیید کرد که توسعه‌دهندهٔ خدای جنگ ۳، استیگ آسموسن به دلیل فعالیت در پروژه دیگری در سنتا مونیکا، توسعه این بازی را هدایت نخواهد کرد. تریلر معرفی توسط لیندا هانت روایت شد. این تریلر به زمانی اشاره داشت که کریتوس مقام روح اسپارت را کسب نکرده بود و پیوند خونی‌ای نداشت. تریلر معرفی رسماً تأیید کرد که نام بازی خدای جنگ: معراج خواهد بود. پاپی گفت بازی برای جلوگیری از گیج کردن مردم، خدای جنگ ۴ نام‌گذاری نشد زیرا این بازی یک پیش‌درآمد بود، نه یک دنباله برای نسخه‌های پیش. این نام به دلیل اینکه این نسخه داستانِ مجموعه را کامل می‌کند و حالت چندنفره دارد گزیده شد. بنا به گفتهٔ پاپی، «بازیکنان در این نسخه از یک قهرمان گمنام به یک خدا تبدیل می‌شوند.»
این بازی موتور بازسازی‌شدهٔ خدای جنگ ۳ را دارد که اجازه می‌دهد نبردهای گروهی تا حداکثر ۸ نفر شکل بگیرند. پاپی گفت که در حالت شخصی‌سازی بخش چندنفره، کریتوس و دیگران خدایان شناخته‌شده قابلیت شخصی‌سازی ندارند زیرا آن‌ها نمی‌خواستند «کریتوس قرمز، کریتوس آبی یا کریتوس زرد» ببینند و انتخاب خدایان، بازیکنان را در نقش‌های ثابت قفل می‌کند. این تصمیم به این دلیل گرفته شد که «هنگامی که بازیکنان از دست یکدیگر عصبانی هستند، بازی ثبات داشته باشد.» پاپی نیز گفت در حالت چندنفره هیچ شخصیت زنی وجود ندارد زیرا شخصیت‌های حالت چندنفره بر پایه مدل پویانمایی کریتوس ساخته شده‌اند. نخستین نمایش از حالت چندنفره بازی، حالت «خدمت تیمی به خدایان» بود و در نقشه بیابان روح‌های گم‌شده قرار داشت. در نسخه‌های پیشین نیز افزودن حالت چندنفره مورد بحث قرار گرفته بود اما هرگز به نتیجه نرسید؛ زیرا توسعه‌دهندگان پیشین خدای جنگ احساس می‌کردند که این فرنچایز یک تجربهٔ تک‌نفره است، نه یک تجربهٔ چندنفره و آنلاین. در خدای جنگ: زنجیرهای المپ نیز به علت محدودیت‌های زمانی حالت چندنفره افزوده نشد. در خدای جنگ: معراج، تیم توسعه تصمیم گرفت یک سرور تست و نسخه ساده راه‌اندازی کنند و برای تست‌کنندگان تجربه بودن دو کریتوس «بسیار لذت‌بخش» بود.
تیم توسعه در افزودن حالت چندنفره به یک بازی از یک فرنچایز تک‌نفره شناخته‌شده با چالش‌هایی روبرو شدند. فرنچایزهای تک‌نفره دیگری که حالت چندنفره را راه‌اندازی کرده بودند معمولاً با انتقادات زیادی روبرو می‌شدند بنابراین استودیوی سنتا مونیکا تلاش کرد برروی حالت چندنفره کار کند و به منتقدان نشان دهد که حالت چندنفره آن‌ها «مورد انتقاد» قرار نمی‌گیرد. از آنجایی که حالت چندنفره برای اعضای تیم تجربه جدیدی بود، اعضای جدیدی که تخصص آن را داشتند به تیم پیوستند اما استودیوی سنتا مونیکا متوجه نیازی که برای تجربه در ساخت آن بود، نشد. توسعه بازی چندین بار به دلیل بازنویسی حالت چندنفره به تأخیر افتاد. کد ناوبری بازیکنان برای حالت چندنفره باید از نو نوشته می‌شد که در نهایت برای بازی ویدئویی گروهی طراحی شده بود. به مرور زمان تیم متوجه شد که این کار نامطلوب است و رویکرد تغییر یافته زمان توسعه قابل توجهی را دربرداشت. بازی گروهی مکانی نیز مورد گفتگو قرار گرفت اما در پایان تیم تصمیم گرفت که حالت چندنفره فقط آنلاین باشد. سرانجام تیم «قلب بازی چندنفره» را پیش از نخستین گفتگو با رسانه‌ها پیدا کرد. تیم توسعه میان حالت تک‌نفره و چندنفره تمرکز خود را تغییر می‌داد؛ هنگامی که تیم در حال آماده‌سازی حالت چندنفره برای رسانه‌ها بودند حالت تک‌نفره توجه کمتری گرفت اما پیش از نخستین نمایش به عموم تمرکز برروی حالت تک‌نفره رفت و حالت چندنفره مورد توجه کمتری واقع شد.
دیوید جفی، سازنده و توسعه‌دهنده خدای جنگ اصلی، پیش از معرفی بازی در رسانه‌ها در آوریل با مجله ناوگیمر مصاحبه‌ای داشت. او گفت که اگر برروی معراج کار می‌کرد، سه عنصر ویژه را اضافه می‌کرد: اساطیر مختلف، یک شخصیت ستاره همراه کریتوس و «یک نقطه پرش مانند افسانه زلدا». او از ایده یک حالت بازی گروهی خوشش آمد و گفت: «دوست دارم ببینم که بازیکن شماره ۱ کریتوس و بازیکن شماره ۲ این شخصیت احمق آزاردهنده پیرو کریتوس -که در داستان دلیلش مشخص می‌شود- باشد و کریتوس تا پایان داستان با او گیر است و هنگامی که داستان تمام می‌شود، گردن آن شخصیت بیچاره را بشکند.» در مه ۲۰۱۲، جفی با آی‌جی‌ان دربارهٔ عنصر چندنفره مصاحبه‌ای داشت: «فکر می‌کنم باحال به نظر می‌رسد. این (معراج) همانند یک بازی موفق و بی عیب و نقص از استودیوی سنتا مونیکا است.» و افزود: «اگر مانند دیگر بازی‌هایی شود که در آن حالت تک‌نفره فدای حالت چندنفره شده است، به نظرم دلیلی برای این کار وجود دارد اما هم‌اکنون مدرکی از رخ دادن این کار نیست و به خاطر تیمی که هستند این کار را نمی‌کنند.»

### پس از ای۳ ۲۰۱۲
در کنفرانس سونی در ای۳ ۲۰۱۲، روز عرضه بازی در آمریکای شمالی در تاریخ ۱۲ مارس ۲۰۱۲ مشخص شد. یک نسخهٔ آزمایشی از حالت تک‌نفره به نمایش درآمد که مکانیک‌های جدید گیم‌پلی و سیستم مبارزه را نمایش داد. در نسخهٔ آزمایشی، یک سکانس که در آن خاروبدیس حضور داشت نمایش داده شد اما در نسخه پایانی بازی این سکانس حذف شد. خاروبدیس به عنوان هیولایی که آلکتو به عنوان تبدیل می‌شود در بازی حضور پیدا کرد. در همان روز، پاپی در وبگاه پلی‌استیشن تأیید کرد که یک نسخه کالکتور از بازی منتشر خواهد شد. او گفت معراج به شکلی توسعه یافته بود که برجسته‌بینی سه‌بعدی را نیز شامل بشود، اما در نهایت این ویژگی حذف شد. در گیمزکام ۲۰۱۲، حالت چندنفره نشان داده شد و بتای چندنفره نیز معرفی شد.

مقایسه کریتوس در خدای جنگ ۳ (بالا) و خدای جنگ: معراج (پایین). افزایش نور فرابنفش در خدای جنگ: معراج به کریتوس شکل واقع‌گرایانه‌تری داده است.

در رویداد پکس، توسعه‌دهنده تاد پاپی، طراح ارشد مارک سیمون، طراح ارشد شخصیت‌ها پاتریک مورفی و نویسنده سری خدای جنگ، ماریان کروزیک، پنل خدای جنگ را میزبانی کردند و دربارهٔ ریشه‌های معراج گفتگو کردند و یک بررسی کلی از تکامل کریتوس ارائه دادند. فیوری مگائرا معرفی شد و مارک سیمون دربارهٔ سیستم جدید مبارزه گفتگو کرد. پاپی گفت او به این که آرتمیس را یک شخصیت زن قابل بازی کند فکر کرده بود که به بازیکنان گزینه‌های جدیدی برای مبارزه می‌داد. آرتمیس به عنوان موجودی نیم-انسان و نیم-گربه‌سان نمایش داده می‌شد که بدن و سر یک زن و پاهای یک شیر را داشت. آرتمیس در پایان از بازی حذف شد اما او گفت که مایل است امکان استفاده از خدایان دیگر در آینده را مورد بررسی قرار دهد.
در زمان انتقال توسعه از خدای جنگ ۳ به معراج، یکی از مهندسان گرافیکی، سدریک پرتویس گفت که محدودیت‌های موتور بازی خدای جنگ ۳، خلاقیت هنری را محدود می‌کرد پس «آن‌ها تلاش کردند آن محدودیت‌ها را به اندازه‌ای که کارایی را از دست ندهند حذف کنند یا کنار بزنند.» برای نمونه، میزان نور فرابنفش به اندازهٔ ۳ در هر شبکه افزوده شد. برای یک مدل شخصیتی پیچیده‌ای مانند کریتوس، «بافت‌های مجزایی برای بدن ویژه او نیاز بود، مانند سر او، تاب‌گشت و دنده‌های او- که همه آن‌ها زمانی که صاف می‌شوند به راحتی قابل ویرایش هستند.» اجازه دادن ست‌های فرابنفش بیشتر به محیط بازی حالت طبیعی‌تری داد. معراج به اندازه نسخه پیشین خدای جنگ ۳ تغییر بسیار زیادی را تجربه نکرد. بن دایمند، مهندس گرافیکی، که بر بهینه‌سازی در طول توسعه معراج تمرکز داشت گفت: «از دیدگاه فنی گرافیکی، بیشتر پالایش در خدای جنگ: معراج در جبهه گرافیکی بود.» تیم توسعه همچنین نورپردازی پویا را افزودند که اجازهٔ توسعهٔ مکانیک چرخهٔ حیات را داد. آثار ذرات نسبت به خدای جنگ ۳ نیز تا حد زیادی پیشرفت کردند و به گفته پرتویس: «ایده این بود که به هنرمندان کنترل بیشتری برای رسیدن به نتایج بهتر با ذرات کم‌تر داده شود.»
ترنس سی. کارسون، لیندا هانت، کوری بورتون، استیون بلوم و کوین سوربو به ترتیب صداگذاری نقش‌های کریتوس، راویِ داستان، زئوس، پوزئیدون، آرس و هرکول را بر عهده داشتند. جنیفر هیل، که در فعالیت پیشین خود در فرنچایز صداگذاری دو شخصیت را بر عهده داشت، فیوری آلکتو و همسر کریتوس را صداگذاری کرد که پیش‌تر توسط گوئندولینه یئو صداگذاری شده بود. دبی می وست، آدرین باربو و کریسپین فریمن که هر کدام در نسخه‌های پیشین فعالیت صداگذاری داشتند، به ترتیب صداگذاری شخصیت‌های تیسیفون، آلثیا و پادشاه اسپارت را بر عهده داشتند. توری بیکر نگه‌دارندهٔ سوگند، اورکوس را صداگذاری کرد و در حالت چندنفره نقش معرفی‌کننده را صداگذاری کرد. فرد تاتاسکیوره، نقش صداگذاری هادس را بر عهده داشت که پیش‌تر توسط کلنسی براون انجام شده بود. سوزان بلکسلی نقش خود به عنوان پیشگوی روستا را دوباره ایفا کرد. برخلاف نسخه‌های پیشین، ضبط حرکت و صداگذاری جدا انجام می‌شدند اما در معراج، از «صدا برروی ضبط حرکت» استفاده شد که در آن صداگذاری و ضبط حرکت همزمان انجام می‌شدند که به صداگذاران اجازه می‌داد صداگذاری شخصیت‌های خود را کنار هم انجام دهند. این کار در کالور سیتی، کالیفرنیا انجام شد.

### بتای حالت چندنفره
یک بتا به شکل جهانی برای حالت چندنفره در گیمزکام ۲۰۱۲ معرفی شد. بتا ویژگی‌هایی را معرفی کرد که تا پیش از این نشان داده نشده بودند. بازیکنانی که در چالش اجتماعی طلوع یک مبارز در وبگاه خدای جنگ حضور داشتند در دسامبر ۲۰۱۲ به این بتا دسترسی پیدا کردند. بازیکنان اروپایی نیز می‌توانستند بتا را زودهنگام بازی کنند. بتا برای مشترکان پلی‌استیشن پلاس در ۸ ژانویه ۲۰۱۳ نیز در دسترس قرار گرفت. در ۱۹ ژانویه تمامی اعضای شبکه پلی‌استیشن در آمریکای شمالی و جنوبی از طریق یک کوپن کد، به بتا دسترسی پیدا کردند. تست بتا در نیمه‌شب ۲۱ ژانویه زمان اقیانوس آرام به پایان رسید. در بتا، بازیکنان می‌توانستند با آرس یا زئوس متحد شوند. بتا نقشه هشت‌نفره بیابان روح‌ها گمشده و نقشه چهارنفره انجمن هرکول را داشت. نقشه‌های بتا، بیابان روح‌های گمشده در حالت اتحاد تیم و تسخیر پرچم و نقشه انجمن هرکول در حالت خدمت تیمی به خدایان که در انتشار نهایی به عنوان مسابقه قهرمانان شناخته شد، بودند. تمامی مشارکت‌کنندگان بتا، هنگامی که بازی عرضه شد، در حالت چندنفره زره و اسلحه قهرمان را برای شخصیت خود گرفتند.
به گفته توسعه‌دهنده ارشد، ویتنی وید و هدایت‌کننده توسعه درونی، چاکو سونی، بتا باعث شد تیم بازی را به عنوان یک «سرویس در حال تکامل» ببیند. بتا باعث شد که توسعه‌دهندگان از اینکه هوادارن سری از آن راضی هستند مطمئن شوند و اینکه بتواند هواداران تازه‌ای را جذب کند. وید و سونی گفتند تست کردن بتا همانگونه که انتظار داشتند پیش رفت. به گفته آن‌ها: «بتا باعث آشکار کردن لایه‌های پی‌درپی مسائلی که به آنها می‌پردازیم، راه‌حل‌هایی را برای آنها درست می‌کنیم و سپس در یک محیط زنده بر آن نظارت می‌کنیم شد.» مهم‌ترین تغییری که بتا باعث شد، نقشهٔ آن‌ها برای پشتیبانی بازی پس از عرضه بود. تیم یک پروسه‌ای ایجاد کرد که «سریعاً اشکالات را درست می‌کند و از طریق زیرساخت (تست کردن، تأیید کردن، عرضه کردن) گسترش میابند و با شرکای فناوری در شرکت سونی هماهنگ می‌کند.» آنها همچنین سیستمی را ایجاد کردند که به آنها اجازه می‌دهد تغییرات ایجاد شده را رصد، ثبت و تفسیر کنند و آزمایش بتا نحوهٔ اولویت‌بندی ویژگی‌های کلیدی را نشان داد.

## عرضه
در ای۳ ۲۰۱۲، یک دمو از حالت تک‌نفره نشان داده شد که مکانیک‌های جدید گیم‌پلی و سیستم مبارزه را نشان داد. این دمو یک مینی‌گیم رویداد فوری را نشان داد. مکانیک سلاح‌های جهان بازی را نشان می‌داد و کریتوس نشان داد که می‌تواند حریفان را در هوا بچرخاند و همزمان حمله کند. جادوی آتش آرس و سیستم جدید «چرخه زندگی»، ویژگی‌های جدید بازی بودند. چندین دشمن جدید، مانند غول و خاروبدیس معرفی شدند اما خاروبدیس از نسخه پایانی بازی حذف شد. دموی تک‌نفره ۲۰۱۲ نیز شامل نسخه‌های اولیه بلوری/دی‌وی‌دی فیلم یادآوری کامل بود که در ۱۸ دسامبر ۲۰۱۲ منتشر شد. در ۲۶ فوریه ۲۰۱۳ یک دموی تک‌نفره جدید به نام «زندان نفرین‌شده» در فروشگاه پلی‌استیشن برای دانلود قرار گرفت. مشارکت‌کنندگان چالش عمومی طلوع یک مبارز که در تیم اسپارت بودند، در ۲۰ فوریه به دمو دسترسی پیدا کردند. دمو شامل نیم‌ساعت آغازی حالت تک‌نفره بود.
خدای جنگ: معراج در ۱۲ مارس ۲۰۱۳ در آمریکای شمالی، در اروپا در ۱۳ مارس، در استرالیا و نیوزیلند در ۱۴ مارس و در بریتانیا و ایرلند در ۱۵ مارس منتشر شد. در ایالات متحده، این بازی در ماه نخست عرضه خود ۵۷۰٬۰۰۰ نسخه فروش داشت (بدون حساب کردن فروش‌های بسته‌ای) که آن را چهارمین بازی پرفروش ماه مارس ۲۰۱۳ کرد. فروش بازی به‌طور قابل ملاحظه‌ای از میزان فروش خدای جنگ ۳ در ماه نخستش که ۱٬۱ میلیون نسخه فروش کرده بود کمتر بود. در کل، این بازی بیش از ۳ میلیون نسخه سراسر جهان فروخت و بیش از ۱۰۰ میلیون دلار آمریکا درآمد داشت. در ۱۳ اکتبر ۲۰۱۳، خدای جنگ: معراج برای توزیع دیجیتال در فروشگاه پلی‌استیشن آمریکای شمالی قرار گرفت. نسخه دیجیتال بازی در ۲۳ اکتبر در اروپا و استرالیا و در ۳۱ اکتبر در ژاپن و آسیا منتشر شد. در ۲۴ سپتامبر ۲۰۱۴، خدای جنگ: معراج در سرویس پلی‌استیشن ناو قرار گرفت.

### بازاریابی
بازاریابی خدای جنگ: معراج بیشتر برروی حالت چندنفره آن تمرکز داشت. بین ۲۲ اکتبر ۲۰۱۲ و روز عرضه بازی، چهار تریلر از چهار خدایی که در حالت چندنفره قرار داشتند و ویژگی‌هایی که بازیکنان از آن‌ها به دست می‌آورد، منتشر شد. در ۱۲ دسامبر، یک تریلر از حالت چندنفره به عنوان «راه‌های شیطانی» منتشر شد که پولیفموس در آن حضور داشت. نخستین تریلر دربارهٔ حالت تک‌نفره در آوریل ۲۰۱۲ و آخرین تریلر اینگونه در ۱۹ ژانویه ۲۰۱۳ منتشر شد. یک تریلر لایو اکشن به عنوان «از خاکستر» همراه با خوانندگی الی گولدینگ در مراسم سوپر بول ۲۰۱۳ پخش شد که انتشار آن به دنبال آخرین تریلر بخش داستانی در ۲۶ فوریه صورت گرفت.
در ۴ ژوئن ۲۰۱۲، استودیوی سنتا مونیکا خدای جنگ: معراج - نسخه کالکتور را معرفی کرد که برای مدت زمان کوتاهی در آمریکای شمالی در دسترس بود. این بسته کالکتور شامل یک اکشن فیگور ۱۵۰ میلی‌متری از کریتوس، یک جلد استیل ویژه و محتوای قابل دانلود (DLC) ویژه از طریق شبکه پلی‌استیشن بود. محتوای قابل دانلود ویژه شامل موسیقی متن بازی، تم کراس‌مدیابار، یک بسته آواتار شبکه پلی‌استیشن، ۴۸ ساعت اکس‌پی دو برابر در حالت چندنفره و یک سیزن پس برای باز کردن تمامی دی‌ال‌سی‌های آینده بود. در ۳۰ اوت ۲۰۱۲ استودیوی سنتا مونیکا آغاز به فروش نسخه کالکتور در اروپا کرد. نسخه کالکتور در اروپا، هم‌قیمتِ نسخه کالکتور در آمریکای شمالی بود. تمامی اجزای نسخه کالکتور آمریکای شمالی به جز سیزن پس در نسخه اروپایی نیز قرار داشتند. خدای جنگ: معراج بسته میراث که شامل خدای جنگ: معراج، سرگذشت خدای جنگ، اشتراک یک‌ماهه پلی‌استیشن پلاس و یک پلی‌استیشن ۳ به رنگ قرمز بود نیز برای مدت کوتاهی در دسترس بود. در بریتانیا نیز یک بسته ویژه پلی‌استیشن ۳ که در آن خدای جنگ: معراج - نسخه ویژه و یک کنترلر دوال‌شاک ۳ ویژه خدای جنگ منتشر شد. این کنترلر جداگانه در استرالیا منتشر شد.
پیش‌خریدهای نسخه کالکتور در آمریکای شمالی از ۴ ژوئن ۲۰۱۲ آغاز شدند. خرده‌فروشانی که مشارکت داشتند، بسته الحاقی «قهرمانان اسطوره‌ای ویژه حالت چندنفره» را به عنوان پاداشی برای کسانی که نسخه استاندارد یا کالکتور را پیش‌خرید کردند، قرار دادند. بسته الحاقی زره‌های آشیل، اودیسئوس، اوراین و پرسئوس را شامل می‌شد. در کنار بسته الحاقی، گیم‌استاپ یک جایزه ویژه پیش‌خرید، زره و اسلحه لئونیداس، آنگونه که توسط جرارد باتلر در ۳۰۰ به نمایش کشیده شد را برای حالت چندنفره و یک پوستر از جلد خدای جنگ: معراج به اندازه ۵۶ در ۷۱ سانتی‌متر قرار داد. برای مدت زمان کوتاهی، هر نسخه خدای جنگ: معراج که از بست بای خریداری می‌شد اسلحه میولنیر (چکش ثور) برای حالت چندنفره را هم داشت که از مجموعهٔ تلویزیونی وایکینگ‌ها الهام گرفته بود. وال‌مارت اسلحه تیغ داوری برای حالت چندنفره را به عنوان یک جایزه پیش‌خرید قرار داد. تمامی نسخه‌های خدای جنگ: معراج شامل نسخهٔ آزمایشی زودهنگام به بازی استودیوی ناتی داگ، آخرین بازمانده از ما بودند. در آمریکای شمالی، تمامی نسخه‌ها یک کوپن برای دانلود شخصیت‌های زئوس و آیزاک کلارک در نبرد سلطنتی ستارگان پلی‌استیشن داشتند.

### طلوع جنگجو
طلوع جنگجو (انگلیسی: Rise of the Warrior) یک رمان گرافیکی نوشته ماریان کروزیک و به طراحی کریستوفر شای است. این رمان که تنها در وبگاه خدای جنگ قرار داشت، یک پیش‌درآمد برای داستان خدای جنگ: معراج و متصل به حالت تک‌نفره و چندنفره بازی بود. این رمان ۲۰ قسمت داشت که از اکتبر ۲۰۱۲ تا مارس ۲۰۱۳ منتشر شد. هنگام عرضه این رمان همچنین یک رویداد اجتماعی نیز برگزار شد. در این رویداد، بازیکنان یا با اسپارتی‌ها یا با تراوایی‌ها متحد می‌شدند و از طریق چالش‌هایی اجتماعی برای به دست آوردن امتیاز رقابت می‌کردند؛ چالش‌هایی مانند پاسخ دادن به سؤال‌ها و حل کردن معماهای هر قسمت. در چالش نخست، بازیکنان هر تیم برای به دست آوردن یک هفته دسترسی ویژه به بتا و یک ماه اشتراک رایگان پلی‌استیشن پلاس می‌جنگیدند که تیم اسپارت پیروز شد و در ۱۲ دسامبر به جوایز دسترسی پیدا کرد؛ تیم تروایی‌ها بعداً در ۱۷ دسامبر به بتا دسترسی پیدا کرد. اسپارتی‌ها همچنین چالش بعدی را بردند و در ۲۰ فوریه ۲۰۱۳ به دموی داستانی زندان نفرین‌شده‌ها دسترسی زودهنگام داشتند. بازیکنان همچنین می‌توانستند جوایز درون بازی، مانند زره و اسلحه ویژه برای حالت چندنفره به دست بیاورند.
رمان، داستان یک جنگجوی بی‌نام را روایت می‌کند که یکی از شخصیت‌های قابل بازی در حالت چندنفره است. این جنگجو یکی از بومیان کیرا بود که پدرش توسط فرماندهٔ ارتش بی‌رحمی کشته شد که ذخیرهٔ آب روستا را مسموم کرد و بسیاری از مردم را کشت. پدرش پیش از مرگ، به او می‌گوید که سوگند یاد کند تا دیگر کسی در خانواده‌اش آسیب نبیند و خدایان او را به افتخار برسانند. جنگجو سوگند پدرش را پذیرفت و یک شخص شنل‌دار، «بخشنده» ظاهر می‌شود که او را در طول ماجراجویی‌اش راهنمایی می‌کند. کمی بعدتر، جنگجو از آرس درخواست کمک کرد تا مردم او را از آب مسموم نجات دهد. آرس مجرا و چرخ آبی که به روستا آب می‌رساند را تخریب کرد. جنگجو با سربازانی که قبلاً تحت فرمان پدرش بودند روبرو می‌شود. یکی از سربازان به جنگجو گفت برای شکست فرماندهٔ ارتش چیزی بیشتر از شمشیر نیاز است. جنگجو و سربازان به سرزمین ئه‌یا سفر کردند و با جادوگر کیرکه متحد شدند که به نظر می‌آمد به دنبال انتقام از فرمانده بود. کیرکه به سربازان اسلحه‌های جادویی بخشید تا در ماجراجویی‌شان به آن‌ها کمک کند و پیشنهاد کرد از پیشگوی دلفی برای دیدن نقاط ضعف فرمانده استفاده کنند. در طول ماجرا، جنگجو با پوزئیدون متحد شد تا از مردانش محافظت کند.
پس از سفر به دلفی، جنگجو با خون زهرآگین یک سربروس روبرو شد. به مرور زمان، جنگجو و کیرکه به فرماندهٔ ارتش رسیدند و معلوم شد او عموی جنگجو است. فرمانده گفت او پدر جنگجو را به دلیل اینکه به او ملحق نشد کشت. بعداً مشخص شد که کیرکه معشوقه ارتشبد است که فقط به جنگجو برای رسیدن به فرمانده کمک کرد. فرماندهٔ ارتش پیشنهاد داد که جنگجو به او در فتوحاتش بپیوندد. جنگجو این پیشنهاد را رد کرد و کیرکه به او دو گزینه داد، یا اینکه او فرمانده را می‌کشد و سربازان او کشته می‌شوند یا او به فرمانده خدمت می‌کند و از خشم کیرکه در امان می‌ماند. بخشنده، که هردوی آن‌ها را دنبال کرده بود، به جنگجو می‌گوید اگر فرمانده که بخشی از خانواده او است را بکشد، سوگندی که به پدرش داده بود را می‌شکند و اگر کیرکه را بکشد، سربازان او عذاب می‌کشند و سوگندی که برای حفاظت از آن‌ها خورده بود شکسته می‌شود. جنگجو اعلام کرد که کیرکه را نمی‌کشد و از جان سربازان خود دفاع می‌کند، در همین حال با یک حقه فرمانده را مجبور به نوشیدن جام از زهری که پیدا کرده بود می‌کند و او کشته می‌شود. کیرکه که از حرکت انتقام جنگجو وحشت‌زده شده بود، عقب‌نشینی کرد. چون جنگجو عموی خود را کشت، او سوگند را شکست. بخشنده فاش کرد که او اورکوس است، سوگنددار فیوری‌ها. جنگجو سپس توسط فیوری‌ها در زندان نفرین‌شده‌ها زندانی شد.

### محتوای قابل دانلود
علاوه بر محتوای قابل دانلود در نسخه کالکتور، پاداش‌های پیش‌خرید، محتوای قابل دانلود از طلوع مبارز، توسعه‌دهندگان چندین محتوای قابل دانلود برای بخش چندنفره پس از انتشار بازی عرضه کردند. تمامی نقشه‌های حالت چندنفره که پس از انتشار بازی عرضه شدند رایگان بودند و بازیکنانی که از نسخه کالکتور سیزن پس را داشتند تمامی دی‌ال‌سی‌ها را بدون هزینه اضافی دریافت کردند. اسلحه‌ها و زره‌های بازی می‌توانستند جداگانه یا به صورت بسته خریداری شوند. دی‌ال‌سی‌های دیگری مانند افزایش اکس‌پی نیز موجود بودند اما در سیزن پس نبودند. در ۷ مه ۲۰۱۳، نخستین دسته از بسته‌های الحاقی اسلحه و زره به نام‌های «زره‌های آشوب»‏ و «تیغ‌های تاریکی»‏ در کنار زره شیمری رایگان منتشر شدند. چندین پک دی‌ال‌سی دیگر، مانند «پک ابتدایی»، «پک قهرمانان»، «پک نشان خدایان»، و «پک نیزه‌های افسانه‌ای» منتشر شدند.
در ژوئن ۲۰۱۳، سنتا مونیکا «مسابقه طراحی شنل» را راه‌اندازی کرد که در آن جامعه خدای جنگ طرح‌های اصلی شنل را به اشتراک می‌گذاشتند. طراحی برنده به عنوان دی‌ال‌سی عرضه شد. برای مدت کوتاهی در ماه بعد، سونی تمامی دی‌ال‌سی‌ها را به‌طور رایگان برای بازیکنان قرار داد. برخی از آخرین دسته دی‌ال‌سی‌ها شامل اسلحه‌های گروهی، «پک پوشش خدایان»، چندین دستکش و «پک شنل فیوری‌ها» بودند. در ۱۱ اکتبر ۲۰۱۳، سنتا مونیکا کفت که دیگر برای بازی دی‌ال‌سی عرضه نخواهد کرد اما حالت چندنفره با بروزرسانی‌ها همچنان پشتیبانی خواهد شد. تمامی دی‌ال‌سی‌ها هنگام عرضه دیجیتال خدای جنگ: معراج قیمت‌گذاری ویژه‌ای دریافت کردند. به مناسب سالگرد یک‌سالگی عرضه خدای جنگ: معراج، از تاریخ ۲۵ مارس تا ۲ آوریل سنتا مونیکا تمامی دی‌ال‌سی‌ها را رایگان کرد و بسته‌های افزایش اکس‌پی ۵۰ درصد تخفیف خوردند. همچنین توسعه‌دهندگان یک پک شنل سنتا مونیکا و نشان «نشان‌دار» را عرضه کردند که وقتی استفاده می‌شد شخصیت بازیکنان در حالت چندنفره مانند کریتوس یک تتوی قرمز برروی چهره‌اش می‌گرفت.
نخستین نقشه‌های بازی از طریق پچ ۱٬۰۶، بروزرسانی «هانتر» در ۲۳ مه ۲۰۱۳ منتشر شدند. «برج دلفی» و یک نسخه ساده‌تر شده از «کلسیوم ایران» در این بروزرسانی منتشر شدند که حالت محاکمه خدایان را فعال کرد. به دلیل مشکلات فنی که برخی بازیکنان تجربه کردند، این پچ به عنوان بروزرسانی ۱٬۰۷ در ۳ ژوئن دوباره عرضه شد. بازیکنانی که به دلیل بروزرسانی ۱٬۰۶ تمامی موفقیت‌های خود را از دست دادند، دو کوپن کد دریافت کردند که ۵ برابر اکس‌پی به دست آمده، سیزن‌پس، ۵۰ تا اسلحه و زره و یک کوپن کد ویژه برای ویژگی «معراج» که بازیکنان را به درجه «قهرمان» می‌رساند و به آن‌ها زره و اسلحه خداگونه نیز داد. دومین مجموعه نقشه‌ها در بروزرسانی ۱٬۰۹ در ۱۱ ژوئیه منتشر شدند. این بروزرسانی چهار نقشه برای حالت مسابقه افتخار را معرفی کرد: «دره‌های کیرا»، «اتاق آتش»، «فرود آمدن در دلوس» و «خیابان‌های اسپارت» و یک نقشه چهارنفره - «گرداب آلکتو». در ۱ اوت، بروزرسانی ۱٬۱۰ منتشر شد که حالت محاکمه خدایان را به نقشه «هزارتوی دایدالوس» افزود. آخرین نقشه چندنفره هشت‌بازیکن به نام «کوره ارشمیدس» در ۲۷ اوت در بروزرسانی ۱٬۱۱ منتشر شد.

## موسیقی متن
خدای جنگ: معراج (موسیقی متن اصلی) توسط تایلر بیتس ساخته شد و توسط سونی اینتراکتیو انترتینمنت و لا-لا لند رکوردز در ۵ مارس ۲۰۱۳ در آی‌تونز منتشر شد. در خدای جنگ: معراج - نسخه کالکتور و نسخه ویژه موسیقی متن بازی به عنوان محتوای قابل دانلود عرضه شد. در ۱۵ اکتبر، موسیقی متن بازی برای مدت زمان کوتاهی در شبکه پلی‌استیشن به صورت رایگان در دسترس قرار گرفت. یک ویژگی خاص موسیقی متن خدای جنگ: معراج این است که تمامی ترانه‌ها را یک نفر ساخته است، در حالی که نسخه‌های پیشین چندین آهنگ‌ساز داشتند. تایلر بیتس پیش‌تر در فیلم مشابه ۳۰۰ و بازی ویدئویی طلوع آروگونوت‌ها فعالیت آهنگ‌سازی داشت. بیتس گفت «هدف من این بود که صدایی ایجاد کنم که دوران تاریک خدای جنگ را پشتیبانی کند در حالی که ژانر شمشیر و صندل را گسترش می‌دهد.» اگرچه داستان بازی خطی است، او طوری پروژه را پیش گرفت که انگار از در حال ساختن فیلمی از روی رمان است. بیتس هیچ‌کدام از نسخه‌های پیشین را بازی نکرده بود و تصمیم گرفت نکند؛ زیرا او می‌خواست این امتیاز را «به مکان‌های جدیدی ببرد بدون اینکه آشکارا از موسیقی بزرگ که نمادین است آگاه باشد.» موسیقی متن در ابی رود استودیوز ضبط شد و شامل کار آوازی انفرادی از ریف پرلمن و کیسکاندرا نوستالگیا است.
به گفته امیلی میک‌میلان از گیم موزیک آنلاین که به آلبوم امتیاز نمرهٔ ۴ از ۵ داد، بیتس در طول ساخت از ترکیبی از تکنیک‌ها استفاده کرد تا «درام بازی را افزایش دهد.» او گفت یکی از امضاهای بیتس «استفاده از شدت و گلیساندو سنگین» است. در ترانهٔ «حقیقت مبارز»، بیتس از تم اصلی سری خدای جنگ، ساختهٔ جرارد مارینو استفاده کرد و «برای تنظیمات پیش‌درآمدی آن را کمی تغییر داد» و «مقیاس صعود هارمونیک را گرفت و آن را به الگوی رو به پایین با ترکیبی خشن / سازه‌ای برنجی برگرداند.» در ترانهٔ «دیدهای خرابه» ساز سیبالوم به کار برده شده است که در بازی‌های ویدئویی از آن به ندرت استفاده می‌شود. او به‌طور کلی گفت موسیقی متن «قوی، غنی و ضربان‌دار» است اما گوش دادن به کل آلبوم می‌تواند تکراری به نظر برسد.
| فهرست ترانه‌ها | فهرست ترانه‌ها          | فهرست ترانه‌ها | فهرست ترانه‌ها |
| شماره         | نام                    | آهنگساز       | مدت           |
| ------------- | ---------------------- | ------------- | ------------- |
| ۱.            | «خشم ازلی‏»             | تایلر بیتس    | ۲:۲۸          |
| ۲.            | «پیوند خونی‏»           | بیتس          | ۱:۴۲          |
| ۳.            | «روح‌های کیرا‏»          | بیتس          | ۱:۵۳          |
| ۴.            | «حقیقت مبارز‏»          | بیتس          | ۲:۳۱          |
| ۵.            | «وسوسه جسم‏»            | بیتس          | ۱:۲۷          |
| ۶.            | «بیداری هکاتونکایر‏»    | بیتس          | ۲:۱۳          |
| ۷.            | «آخرین دید آلثیا‏»      | بیتس          | ۲:۴۶          |
| ۸.            | «کشتار معبد‏»           | بیتس          | ۲:۱۲          |
| ۹.            | «معراج‏»                | بیتس          | ۲:۰۳          |
| ۱۰.           | «دیدهای خرابه‏»         | بیتس          | ۳:۱۳          |
| ۱۱.           | «معبد دلفی‏»            | بیتس          | ۲:۳۵          |
| ۱۲.           | «لمسی از دیوانگی‏»      | بیتس          | ۲:۰۴          |
| ۱۳.           | «پیامبر دروغین‏»        | بیتس          | ۲:۰۲          |
| ۱۴.           | «فاش‌شدن سایه‏»          | بیتس          | ۳:۴۰          |
| ۱۵.           | «خون روی دیوارهای دره‏» | بیتس          | ۱:۵۹          |
| ۱۶.           | «خیابان‌های اسپارت‏»     | بیتس          | ۲:۱۵          |
| ۱۷.           | «خدمت به آپولون‏»       | بیتس          | ۱:۲۸          |
| ۱۸.           | «خیانت پسر‏»            | بیتس          | ۱:۳۲          |
| ۱۹.           | «زندان نفرین‌شده‌ها‏»     | بیتس          | ۳:۱۹          |
| ۲۰.           | «اتاق شهید‏»            | بیتس          | ۲:۳۳          |
| ۲۱.           | «هشدار دیر‏»            | بیتس          | ۲:۰۹          |
| ۲۲.           | «محاکمه ارشمیدس‏»       | بیتس          | ۲:۰۶          |
| ۲۳.           | «راه افعی‏»             | بیتس          | ۴:۲۹          |
| ۲۴.           | «پیشنهاد آخر‏»          | بیتس          | ۲:۵۷          |
| ۲۵.           | «دیوانگی ملکه فیوری‏»   | بیتس          | ۲:۳۳          |
| ۲۶.           | «نشان‌دار‏»              | بیتس          | ۲:۰۷          |
| ۲۷.           | «هدیه نگه‌دار سوگند‏»    | بیتس          | ۳:۱۹          |
| مجموع مدت:    | مجموع مدت:             | مجموع مدت:    | ۱:۰۵:۳۵       |

## بازخوردها
| گردآورنده  | امتیاز |
| ---------- | ------ |
| گیم‌رنکینگز | ۷۹٫۳۴٪ |
| متاکریتیک  | ۸۰/۱۰۰ |

| ناشر              | امتیاز  |
| ----------------- | ------- |
| دستراکتید         | ۹/۱۰    |
| اج                | ۷/۱۰    |
| گیم‌اسپات          | ۸٫۰/۱۰  |
| گیمز ریدار+       | [ ۱۲۷ ] |
| گیم‌تریلرز         | ۸٫۳/۱۰  |
| آی‌جی‌ان            | ۷٫۸/۱۰  |
| جویستیک           | [ ۱۳۰ ] |
| اوپی‌ام (بریتانیا) | ۸/۱۰    |

خدای جنگ: معراج هنگام عرضه در کل بازخوردهای مطلوبی دریافت کرد. وبگاه‌های نقد جمعی، مانند گیم‌رنکینگز و متاکریتیک به ترتیب به آن میانگین نمره‌های ۷۹٬۳۴٪ (از ۵۸ نقد) و ۸۰/۱۰۰ (از ۸۹ نقد) را دادند. منتقدان گیم‌پلی اساسی و گرافیک آن را ستودند اما از اینکه در بازی از ایدهٔ جدیدی بهره‌برداری نشده بود انتقاد شد و حالت چندنفره دیدگاه‌های مختلفی داشت. الکس سیمونز‏ از آی‌جی‌ان گفت سیستم مبارزه از نو ساخته شده ژرفای بازی را گسترش می‌دهد و «یادگیری چگونه استفاده کردن از نیرو به‌طور کارآمد… زمانی که یک جعبهٔ بازیابی نیرو در نزدیکی نیست می‌تواند یک راهبرد مهم باشد.» هرچند که او اسلحه‌های بازی را سودمند دانست، او احساس کرد پس از ارتقای تیغه‌های آشوب نیازی به استفاده از اسلحه‌های دیگر نبود. سیمونز احساس کرد سیستم جادو یک «قدم مثبت» بود، زیرا حمله‌های جادویی کمی دیرتر به دست می‌آیند، بازیکنان نمی‌توانند آن طور که در نسخه‌های پیش به آن‌ها اطمینان داشتند اعتماد کنند؛ و باعث می‌شود بازیکنان مجبور به فکر کردن دربارهٔ چگونگی استفاده درست از اکس‌پی‌ها شوند.
سیستم مبارزه و مکانیک‌های جدید گیم‌پلی واکنش‌های مثبتی دریافت کردند. دیل نورث‏ از دستراکتید گفت «خدای جنگ هرگز بهتر از این نبوده» و خاو د ماتوس‏ از جویستیک اظهار داشت مبارزه‌ها از خدای جنگ ۳ ساده‌تر بودند و در مواقع زیادی نیازمند تنظیمات زیادی نبود. دیدگاه‌ها دربارهٔ درجه سختی گوناگون بودند، برای نمونه سیمونز احساس می‌کرد بخش زیادی از گیم‌پلی ثبات داشت و احتمالاً معراج آسان‌ترین بازی در تمام فرنچایز باشد اما او و هولاندر کوپر از گیمز ریدار عقیده داشتند که بخش‌هایی از بازی، مانند محاکمات ارشمیدس بیش از حد سخت بودند. سیمونز احساس می‌کرد که در بعضی بخش‌ها، زیاد بودن تعداد دشمنان، مردن را «خسته‌کننده و کم‌ارزش» نشان می‌داد. کوپر نیز گفت برخی جاها در بازی «به جای مهارت‌های شما، صبوری شما را می‌سنجد، مانند یکی از (آزمایش‌ها) که تا به امروز یکی از سخت‌ترین مرحله‌های خدای جنگ است، اما به اشتباه.»
سیمونز و کوپر هر دو از داستان بازی انتقاد کردند. سیمونز گفت با این وجود که داستان «با دقت ارائه شده است»، «کمی اتفاقی به نظر می‌رسید» و در مقایسه با زئوس و کریتوس، فیوری‌ها «انتظارات را برآورده نمی‌کردند.» ماتوس از نحوهٔ شکل‌گیری روایت و داستان بازی انتقاد کرد و گفت «بسیار پرهرج‌ومرج» است و «بافت روایی در سراسر فرنچایز دارد جدا می‌شود» و معراج کاری برای «تقویت شخصیت‌ها به شکل معنادار» نمی‌کند. او بازی را برای حفظ پویایی ویژهٔ خدای جنگ تحسین کرد.
کوپر موتور گرافیکی تقویت‌شده بازی را ستود و گفت «نه تنها در فرنچایز خدای جنگ، بلکه در بازی‌های پلی‌استیشن ۳ شگفت‌انگیز است» و توسط دشمنان کریتوس تحت تأثیر قرار گرفته بود. نورث موافقت کرد و گفت «این بازی یک درخشش و جلای خاصی دارد که آن را به یک خداحافظی عالی برای پلی‌استیشن ۳ تبدیل می‌کند.» و به بافت‌های تقویت‌شده، پویانمایی‌ها و نورپردازی نیز اشاره نمود. منتقد اج نیز از گرافیک به خوبی یاد کرد، اما با برخی زاویه‌های دیداری بازی، مانند زاویهٔ دوربین مشکلاتی داشت.
ماتوس به‌طور گسترده‌ای از حالت چندنفره بازی انتقاد کرد اما برخی ویژگی‌ها مانند طراحی نقشه‌ها را تحسین کرد. او ارتباط آن با حالت تک‌نفره را دوست نداشت و آن را «یک ارتباط روایتی عجیب» توصیف کرد و گفت هرچندکه گیم‌پلی حالت تک‌نفره خوب است، «کل این تجربه برای جذب کردن مخاطبان زیادی آشفته است و کسانی که هواداران آتشین این فرنچایز نیستند را نمی‌تواند نگه دارد.» سیمونز مثبت‌تر بود و گفت «این (حالت چندنفره) یک ویژگی تازه است که نشانه‌های بارز یک بازی تک‌نفره بسیار دوست‌داشتنی را در خود دارد.» او حالت خدمت تیمی به خدایان را حالت مورد علاقه‌اش دانست، اما به نظرش سیستم مبارزه به اندازه‌ای که «آن را تبدیل به یک تجربهٔ درگیرکننده» کند عمق ندارد و آن را «یک تجربهٔ کنجکاوانه که برای چندین ساعت لذت‌بخش است» توصیف کرد. نقد مجله اج حالت چندنفره را «در ابتدا آشفته» توصیف کرد اما گفت بازیکنان جلوتر که می‌روند، یادگیری آن آسان‌تر می‌شود. مجله اج نمای تنظیم‌شده دوربین را یک مزیت دانست زیرا «شما همیشه می‌توانید ببینید چه اتفاقی در حال رخ دادن است و به جای نمای دوربین با دشمنان مبارزه می‌کنید» و همچنین سیستم رنگ را تحسین کرد که «به‌طور مؤثر به شما این امکان را می‌دهد که بدانید چه زمانی یک فرصت دارید و چه زمانی باید بدوید.»

### جنجال
برخی از منتقدان از نام‌گذاری یکی از تروفی‌های بازی، به نام «Bros before Hos» که در آن بازیکن باید چهره یک دشمن زن را پایکوبی کند انتقاد کردند. در پاسخ به انتقادات زن‌ستیزی، استودیو سنتا مونیکا یک پچ عرضه کرد که در آن نام تروفی به «Bros before Foes» تغییر یافت.

### جوایز
برخلاف نسخه‌های پیشین، خدای جنگ: معراج جایزه‌ای برنده نشد اما در چندین رده‌بندی رسانه‌ای ای۳ سال ۲۰۱۲ نامزد شده بود. این نامزدی‌ها شامل «بهترین بازی اکشن-ماجراجویی» و «بهترین بازی چندنفره» از گیم‌رنت، «بهترین بازی پلی‌استیشن ۳» و «بهترین بازی اکشن-ماجراجویی» از جی۴، «بهترین بازی پلی‌استیشن ۳» از دیستراکتید، و «بهترین بازی پلی‌استیشن ۳» و «بهترین بازی اکشن» از آی‌جی‌ان بودند. این بازی در سال ۲۰۱۲ برای جایزه گلدن جوی استیک در ردهٔ «بهترین طراحی دیداری» نامزد شده بود. در جوایز انجمن نویسندگان آمریکا ۲۰۱۴، این بازی نامزد جایزهٔ «دستاورد برجسته در نویسندگی بازی ویدئویی» و در جوایز فرهنگستان هنر و علوم تعاملی نیز نامزد جایزهٔ «دستاورد برجسته در طراحی صدا» شد.

## یادداشت
1. ↑  از سال ۲۰۱۵، طلوع جنگجو در وبگاه خدای جنگ در دسترس نیست.

## واژه‌نامه
1. ↑  Todd Papy
2. ↑  Outstanding Achievement in Videogame Writing
3. ↑  Outstanding Achievement in Sound Design
4. ↑  Blades of Chaos
5. ↑  Amulet of Uroborus
6. ↑  Oath Stone of Orkos
7. ↑  Eyes of Truth
8. ↑  "Chapter Select"
9. ↑  Team Favor of the Gods
10. ↑  Match of Champions
11. ↑  Trial of the Gods
12. ↑  Bout of Honor
13. ↑  Bog of the Forgotten
14. ↑  Labyrinth of Daedalus
15. ↑  Forum of Hercules
16. ↑  Chamber of the Flame
17. ↑  Coliseum of Persia
18. ↑  Walls of Troy
19. ↑  Fury
20. ↑  Megaera
21. ↑  Tisiphone
22. ↑  Eyes of Truth
23. ↑  Oath Stone
24. ↑  Aletheia
25. ↑  Trials of Archimedes
26. ↑  Daemon
27. ↑  Scribe of Hecatonchires
28. ↑  Alecto
29. ↑  Armors of Anarchy
30. ↑  Blades of Darkness
31. ↑  Primordial Rage
32. ↑  Bound By Blood
33. ↑  Ghosts of Kirra
34. ↑  Warrior's Truth
35. ↑  Temptation of the Flesh
36. ↑  Awakening of the Hecatonchires
37. ↑  Aletheia's Last Vision
38. ↑  Temple Carnage
39. ↑  Ascension
40. ↑  Visions of Ruin
41. ↑  Temple of Delphi
42. ↑  A Touch of Insanity
43. ↑  The False Prophet
44. ↑  Shadow Revealed
45. ↑  Blood on the Canyon Walls
46. ↑  Streets of Sparta
47. ↑  Tribute to Apollo
48. ↑  The Son's Betrayal
49. ↑  Prison of the Damned
50. ↑  Martyr's Chamber
51. ↑  A Warning Too late
52. ↑  Trial of Archimedes
53. ↑  Python's Path
54. ↑  The Final Offer
55. ↑  Madness of the Fury Queen
56. ↑  The Marked One
57. ↑  Oath Keeper's Gift
58. ↑  Alex Simmons
59. ↑  Dale North
60. ↑  Xav de Matos